# Estación Mauricio Hirsch
Mauricio Hirsch es el nombre que recibía una estación de ferrocarril ubicada en la localidad del mismo nombre, partido de Carlos Casares, provincia de Buenos Aires, Argentina.

## Servicios
La estación era intermedia del otrora Ferrocarril Provincial de Buenos Aires para los servicios interurbanos y también de carga desde La Plata hacia Mira Pampa y Pehuajó. No opera servicios desde 1961. Dada de baja por el ONABE y vendida al público. En el año 2011 ha sido adquirida por particulares y la misma ha sido restaurada completamente sirviendo no solo de vivienda familiar, sino además con fines comerciales brindando servicio gastronómico.